# Hornsdale Power Reserve
Hornsdale Power Reserve (HPR) es un sistema de almacenamiento de energía de 150MW/194MWh propiedad de Neoen que comparte ubicación con Hornsdale Wind Farm en la región Mid North del sur de Australia, también propiedad de Neoen.
La instalación original en 2017 fue la batería de iones de litio más grande del mundo con 129 MWh y 100 MW. Se amplió en 2020 a 194 MWh a 150 MW. A pesar de la expansión, perdió ese título en agosto de 2020 ante Gateway Energy Storage en California, EE. UU. La «Victorian Big Battery» de 450 MWh, todavía más grande, comenzó a operar en diciembre de 2021.
Durante 2017, Tesla, Inc. ganó el contrato y construyó Hornsdale Power Reserve, por un costo de capital de 90 millones AUD (56 millones de euros o 66 millones USD), lo que llevó al nombre coloquial de batería grande de Tesla (Tesla big battery) .
En noviembre de 2019, Neoen confirmó que estaba aumentando la capacidad en otros 50 MW/64,5 MWh hasta un total de 193,5 MWh por un coste de 82 millones AUD (53 millones de euros). La fase de 50 MW/64,5 MWh se instaló el 23 de marzo de 2020 y entró en funcionamiento a principios de septiembre de 2020.
Durante su primer año de funcionamiento (2018) consiguió unos ahorros de 40 millones AUD.

## Construcción

Módulo Tesla PowerPack usado en Hornsdale Power Reserve

Australia Meridional recibió 90 propuestas y consideró 5 proyectos para construir una batería conectada a la red para aumentar la estabilidad de la red en condiciones climáticas adversas. Esto permitiría un menor uso de generadores a gas para proporcionar estabilidad a la red.
Elon Musk apostó a que la batería se completaría dentro de los «100 días posteriores a la firma del contrato», de lo contrario, la batería resultaría gratis. Tesla ya había comenzado la construcción y algunas unidades ya estaban operativas el 29 de septiembre de 2017, momento en que se firmó el contrato de red.  La construcción de la batería se completó y las pruebas comenzaron el 25 de noviembre de 2017. Se conectó a la red el 1 de diciembre de 2017. Los 63 días entre el contrato de red y la finalización superaron fácilmente la apuesta de Musk de "100 días desde la firma del contrato",  que comenzó cuando se firmó un acuerdo de conexión a la red con ElectraNet el 29 de septiembre de 2017.  Se utilizan celdas Samsung formato 21700.

### Expansión
En noviembre de 2019, Neoen anunció que aumentaría la capacidad de la batería en un 50 %.  La ampliación costó 53 millones de euros (82 millones AUD), financiada con 15 millones AUD del gobierno estatal, 8 millones AUD de ARENA y hasta 50 millones AUD en préstamos baratos a través de Clean Energy Finance Corporation .
Aurecon completó la expansión el 2 de septiembre de 2020, aumentando su impacto en la red de Australia del Sur. En 2020 la batería HPR recibía 4 millones USD al año para servicios esenciales de seguridad de la red.

## Operación

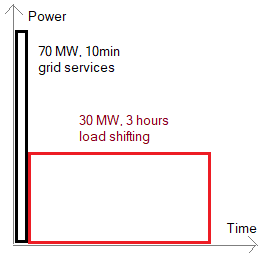
Diagrama de potencia y duración de las dos partes de la batería.

Es propiedad y está operado por Neoen, y el gobierno estatal tiene derecho a recurrir a la energía almacenada en determinadas circunstancias.
Cuando en la red eléctrica australiana ocurre un incidente o se requiere realizar un mantenimiento, el operador Energy Market Operator ordena un FCAS (frequency control and ancillary services) por el que se activan centrales eléctricas para compensar la pérdida de potencia. Los costes de la electricidad durante esos períodos FCAS alcanzaron en Australia hasta 14 000 AUD/MW.
El estado de South Australia tenía instalada mucha energía eólica, pero la producción se limitaba por las limitaciones técnicas de la red eléctrica. Una de esas limitaciones es la falta de inercia. La inercia es una derivada mecánica de los sistemas usados en las centrales de carbón, gas o hidroeléctricas.
La fase uno proporcionó un total de 129 MW de almacenamiento capaz de descargar a 100 MW a la red eléctrica, que se divide contractualmente en dos partes:
1. 70 MW funcionando durante 10 minutos (11,7 MWh) se contrata al gobierno para brindar estabilidad a la red (servicios de red)[27] y evitar apagones por desprendimiento de carga[14][28] mientras otros generadores se inician en caso de caídas repentinas en el viento u otros problemas de la red. Este servicio redujo el costo de los servicios de red para el Operador del Mercado de Energía de Australia en un 90 % en sus primeros 4 meses.[25][29]
2. 30 MW para 3 horas (90 MWh) es utilizado por Neoen para la gestión de carga para almacenar energía cuando los precios son bajos y venderla cuando la demanda es alta.[30]

El 14 de diciembre de 2017, a las 1:58:59 AM, el HPR reaccionó cuando se disparó la unidad A3 en la central eléctrica de Loy Yang . A medida que sus generadores se apagaron durante los siguientes 30 segundos, la pérdida de sus 560 MW de potencia base provocó una caída en la frecuencia del sistema. A las 1:59:19, la frecuencia había caído a 49,8 Hz, y activó la respuesta de HPR, inyectando 7.3 MW en la red y ayudando efectivamente a estabilizar el sistema antes de que la central eléctrica de Gladstone pudiera responder a las 1:59:27. Esta reacción del inversor sincrónico es una función incorporada, pero no se había demostrado previamente de manera efectiva. 
El 25 de mayo de 2021, HPR informó una prueba exitosa en la vida real de su nuevo "modo de máquina virtual" al demostrar una respuesta inercial de una pequeña selección de inversores de prueba, luego de las perturbaciones de la red creadas por los eventos en Queensland.

## Ingresos de operación
En los primeros cuatro meses de operación los precios de los FCAS (frequency control and ancillary services) cayeron un 90% en South Australia. La batería de 100 MW obtuvo el 55% de todos los beneficios en períodos FCAS cuando solo tenía un 2% de la capacidad eléctrica de South Australia.
Hornsdale Power Reserve generalmente arbitra 30 MW o menos, pero en mayo de 2019 comenzó a cargarse y descargarse a alrededor de 80 MW y durante más tiempo de lo habitual. FCAS es la principal fuente de ingresos.
Durante dos días en enero de 2018, cuando el precio mayorista al contado de la electricidad en el sur de Australia aumentó debido al clima cálido, la batería hizo que sus propietarios ganaran un millón AUD (800 000 USD) ya que vendieron energía de la batería a la red por un precio de unos 14 000 AUD/MWh. Sobre la base de los primeros seis meses de funcionamiento, se estimaba que la Hornsdale Power Reserve ganaría unos 18 millones AUD al año.
Cuando el interconector de Heywood falló durante 18 días en enero de 2020, HPR brindó apoyo a la red mientras limitaba los precios de la energía. Este evento fue el principal contribuyente a los 30 millones de euros (46,3 millones AUD) de ganancias operativas de Neoen del almacenamiento de baterías en Australia en 2020.

## Beneficios para los consumidores
National Electricity Market (NEM) está formado por los estados de Queensland, New South Wales, Australian Capital Territory, Victoria, Tasmania and South Australia.
En 2018:
- HPR contribuyó a retirar el requerimiento de 35 MW para Frequency Control Ancillary Service (FCAS) locales, ahorrando 40 millones AUD en costes anuales típicos.

- HPR redujo en un 75% los precios de Regulación FCAS y proporcionó estos servicios para otras regiones.

- HPR ofreció un servicio prémium de contingencias con un tiempo de respuesta de 100 milisegundos.

- HPR protegió a South Australia de las desconexiones de otras regiones NEM.

- HPR fue clave para proteger de sobrecargas al SA-VIC Heywood Interconnector.[10]

En 2019:
- HPR capturó un 15% del mercado de contingencias FCAS y un 12% del mercado de Regulación FCAS de las regiones NEM.
- HPR redujo los costes de contingencias FCAS en 80 millones AUD y los costes totales de Regulación FCAS en 36 millones AUD, sumando un total de 116 millones AUD.
- El 16 de noviembre de 2019 South Australia quedó aislada de suministro eléctrico externo durante 5 horas. Durante ese tiempo HPR mantuvo el suministro y obtuvo un beneficio de 14 millones de AUD.
- Tras la incorporación de HPR en los mercados FCAS, los costes medios de Regulación FCAS de los generadores de South Australia cayeron desde 470 AUD/MWh a menos de 40 AUD/MWh.[37]

## Controversia
El 23 de septiembre de 2021 el gobierno australiano demandó a Neoen SA alegando que la "Big Battery" de Tesla de la empresa francesa en el sur de Australia no proporcionó energía de respaldo durante los cuatro meses de 2019 por los que había recibido pago.